# Marzec 2019

## 31 marca
- Co najmniej 20 osób zginęło, a 7 jest w stanie ciężkim po pożarze autobusu piętrowego w stolicy Peru, Limie[1].

## 30 marca
- Co najmniej 45 osób zginęło w Iranie po największych od dziesięciu lat opadach deszczu i wywołanych nimi powodziach[2].

## 29 marca
- W Paryżu zmarła francuska reżyserka nurtu Nowej Fali Agnès Varda[3].

## 28 marca
- W Afganistanie rozpoczęły się ulewne deszcze, które wywołały powodzie, w wyniku których zginęły co najmniej 32 osoby[4].
- W pożarze wieżowca w stolicy Bangladeszu, Dhace zginęło 26 osób[5][6].

## 24 marca
- Wybory parlamentarne w Tajlandii.

## 22 marca
- Co najmniej 60 osób zginęło w czołowym zderzeniu dwóch autobusów komunikacji publicznej w środkowej Ghanie. Po zderzeniu jeden z pojazdów zapalił się[7].

## 21 marca
- 78 osób zginęło, a ponad 600 zostało rannych w wyniku eksplozji, do której doszło w fabryce chemicznej w Yancheng w Chinach[8][9].
- 94 osoby zginęły w wyniku zatonięcia promu na rzece Tygrys w pobliżu Mosulu w północnym Iraku[10].

## 19 marca
- Amerykańska matematyczka Karen Uhlenbeck, emerytowana profesor Uniwersytetu Teksańskiego, została pierwszą kobietą nagrodzoną Nagrodą Abela[11].
- Prezydent Kazachstanu Nursułtan Nazarbajew w telewizyjnym orędziu ogłosił swoją dymisję. Nazarbajew rządził krajem kilkadziesiąt lat, w tym od 1991 nieprzerwanie pełnił funkcję prezydenta Kazachstanu[12].

## 18 marca
- 3 osoby zginęły w strzelaninie w Utrechcie[13].

## 17 marca
- Co najmniej 42 osoby zginęły, a ponad 20 zostało poważnie rannych w wyniku powodzi, które nawiedziła najdalej na wschód wysuniętą prowincję Indonezji, Papuę[14].
- Zakończyły się, rozgrywane w szwedzkim Östersund, mistrzostwa świata w biathlonie[15].

## 16 marca
- Tysiące ludzi demonstrowało na ulicach Belgradu przeciwko prezydentowi Aleksandarowi Vucziciowi i jego Serbskiej Partii Postępowej (SNS), domagając się wolności mediów i uczciwych wyborów. Grupa demonstrantów wdarła się do siedziby państwowej telewizji RTS, którą opozycja uważa za tubę propagandową Vuczicia i kontrolowanego przed niego rządu[16].

## 15 marca
- Zamachy na meczety w Christchurch w Nowej Zelandii[17][18].
- Prezydent USA nominował byłego pilota F-15, Toda Woltersa, na stanowisko głównodowodzącego sił USA i NATO w Europie. Sojusz zgodził się na tę kandydaturę[19].

## 13 marca
- 20 osób zginęło w Lagos w Nigerii w wyniku zawalenia się trzypiętrowego budynku, w którym mieściła się szkoła[20][21].
- 10 osób zginęło (w tym dwóch sprawców), a ponad 20 osób zostało rannych w wyniku strzelaniny w szkole w Suzano na przedmieściach São Paulo w Brazylii[22].
- W godzinach porannych zmarła aktorka Zofia Czerwińska[23].

## 11 marca
- Izraelska poetka Agi Miszol została wybrana laureatką Międzynarodowej Nagrody Literackiej im. Zbigniewa Herberta za rok 2019[24][25].

## 10 marca
- Samolot Boeing 737 MAX 8 etiopskich linii lotniczych Ethiopian Airlines rozbił się w drodze do stolicy Kenii, Nairobi. Zginęli wszyscy obecni na pokładzie, tj. 157 osób[26].
- Zakończyły się, rozgrywane w Sofii, mistrzostwa świata w short tracku[27].

## 9 marca
- 14 osób (wszyscy obecni na pokładzie) zginęło w katastrofie samolotu Douglas DC-3 w środkowej Kolumbii[28].
- Wybory parlamentarne w Korei Północnej.

## 8 marca
- Do kiosków w Polsce trafił ostatni numer, ukazującego się od 27 lat miesięcznika Twój Weekend. Likwidacja miesięcznika stanowi element kampanii mającej na celu uświadamiać czytelnikom, że seksizm to realny problem, który dotyka miliony kobiet w Polsce[29].

## 4 marca
- W godzinach porannych zmarł Keith Flint, wokalista zespołu The Prodigy[30].

## 3 marca
- Zakończyły się, rozgrywane w austriackim Seefeld, mistrzostwa świata w narciarstwie klasycznym[31].
- Zakończyły się, rozgrywane w Pruszkowie, mistrzostwa świata w kolarstwie torowym[32].
- Zakończyły się, rozgrywane w Glasgow, halowe mistrzostwa Europy w lekkoatletyce. W klasyfikacji medalowej triumfowała reprezentacja Polski[33].
- Opozycyjna Estońska Partia Reform zwyciężyła w wyborach parlamentarnych w Estonii[34].
- Odbyła się konsekracja Karin Johannesson, nowej biskup diecezji Uppsala Kościoła Szwecji[35].

## 2 marca
- Firma SpaceX wystrzeliła rakietę Falcon 9, na której pokładzie znajdował się statek Dragon 2, który ma zacumować do Międzynarodowej Stacji Kosmicznej[36].